# Olle Zetherlund
Karl Olof Axel „Olle“ Zetherlund (* 24. August 1911 in Stockholm; † 2. Oktober 1974 ebenda) war ein schwedischer Fußballspieler.

## Laufbahn
Zetherlund begann seine Laufbahn bei IFK Stockholm. 1933 wechselte er zu AIK Solna in die Allsvenskan. Hier spielte er sechs Spielzeiten bis zu seinem Karriereende 1939. In 54 Ligaspielen gelangen dem Stürmer 40 Tore. In der Spielzeit 1936/37 schoss er mit 23 Toren in 22 Spielen seinen Verein zum Meistertitel. Zudem brachte ihm seine Torgefahr den Titel des Torschützenkönigs ein. Damit hält er auch den vereinsinternen Rekord mit Toren pro Spielzeit. 
Am 16. Juni 1937 kam er im heimischen Råsundastadion zu seinem einzigen Einsatz im schwedischen Nationaltrikot, als im Rahmen der Qualifikation zur Weltmeisterschaft 1938 Finnland mit 4:0 geschlagen wurde.
Nach Ende seiner aktiven Laufbahn blieb der Buchhalter dem Verein als Vorstandsmitglied erhalten.